# Kumano Nachi-taisha

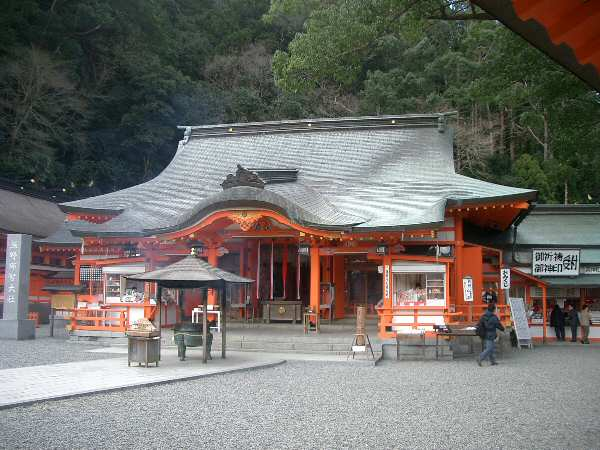
Le temple.

Le Kumano Nachi-taisha (熊野那智大社) est un sanctuaire shinto et temple bouddhiste de la ville de Nachikatsuura dans la préfecture de Wakayama (Japon). Il fait partie des trois sanctuaires sacrés du Kumano Sanzan avec le Hongu-taisha et le Kumano Hayatama-taisha.
Le site fut ajouté sur la liste du patrimoine mondial de l'Unesco le 1er juillet 2004 en tant que partie des sites sacrés et chemins de pèlerinage dans les monts Kii. Il fait partie du sentier moyen par Nakahechi, on peut y accéder par le Daimonzaka.
Le temple est entouré d'une forêt de cyprès. La cascade de Nachi (Nachi no taki) est aussi toute proche.
Tous les 14 juillet s'y déroule la fête Nachi no hi matsuri.

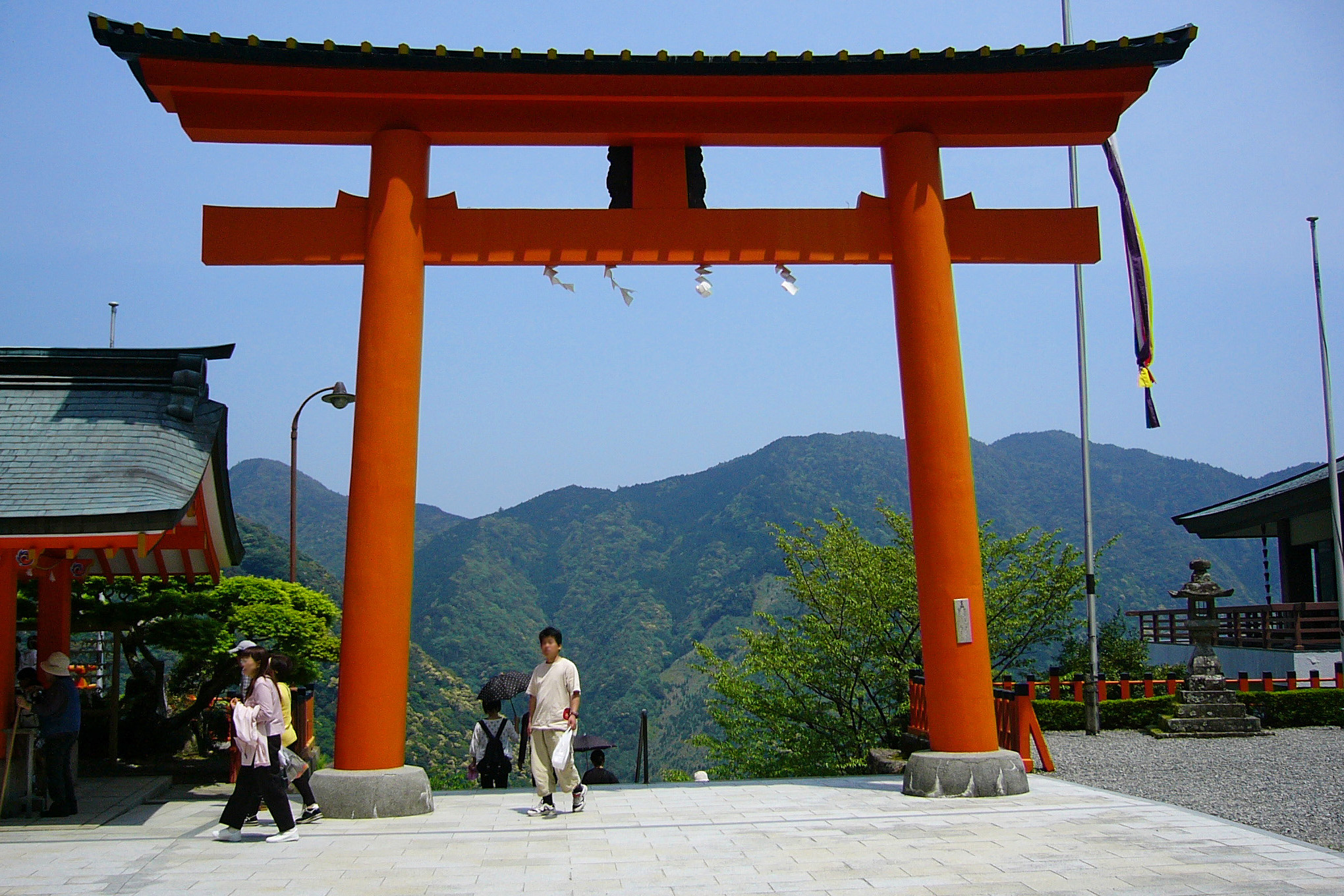
Entré du temple (torii).